# Vivi (handebolista)
Viviane Rodrigues Jacques, conhecida como Vivi (Niterói, 20 de maio de 1977) é uma handebolista brasileira, que joga na posição de ponta direita.

## Trajetória no desporte
Começou a jogar handebol aos 14 anos e chegou à seleção juvenil em 1997.
Integrou a equipe que conquistou a medalha de ouro nos Jogos Pan-Americanos de 1999 em Winnipeg, o que garantiu a primeira participação de um time feminino de handebol brasileiro em Jogos Olímpicos. Esse resultado ainda se repetiu em Jogos Pan-Americanos de 2003 em Santo Domingo, e nos Jogos Pan-Americanos de 2007 no Rio de Janeiro.
Participou dos Jogos Olímpicos de 2000 em Sydney (oitava colocação); Jogos Olímpicos de 2004 em Atenas (sétima colocação); e Jogos Olímpicos de 2008 em Pequim,, quando a seleção brasileira alcançou a nona colocação. Na China, Viviane teve atuação discreta no ataque, com apenas um gol, dando mais ênfase à defesa. As Olimpíadas na China foram marcantes para Viviane, uma vez que ela já havia anunciado que encerraria sua participação na seleção brasileira após a competição.
Vivi atuou pelo Club de Regatas Vasco da Gama do Rio, pelo Clube Mesc de São Bernardo do Campo, e pelo Orsán Elda Prestigio da Espanha.